# Titularbistum Fesseë
Fesseë (ital.: Fessei (Fessa)) ist ein Titularbistum der römisch-katholischen Kirche.
Die in Nordafrika gelegene Stadt war ein alter römischer Bischofssitz, der im 7. Jahrhundert mit der islamischen Expansion unterging. Er lag in der römischen Provinz Numidien.
| Titularbischöfe von Fesseë |                                       |                                                                                            |                    |                   |
| Nr.                        | Name                                  | Amt                                                                                        | von                | bis               |
| 1                          | Francisco Mejía de Molina OP          | Weihbischof in Sassari (Italien) Weihbischof in Valencia Weihbischof in Sigüenza (Spanien) | 3. September 1533  | 16. Oktober 1573  |
| 2                          | Hieronim Wierzbowski                  | Weihbischof in Poznań (Polen)                                                              | 22. September 1681 | Mai 1712          |
| 3                          | Gábor Antal Erdődy                    | Koadjutorbischof von Eger (Ungarn)                                                         | 19. November 1714  | 3. März 1715      |
| 4                          | Louis Philippe d'Auneau de Visé       | Weihbischof in Straßburg (Frankreich)                                                      | 14. März 1718      | 26. Juni 1729     |
| 5                          | Feliciano Alonso OP                   | Apostolischer Vikar von Ost-Tonking (Vietnam)                                              | 1. Oktober 1790    | 2. Februar 1799   |
| 6                          | Heiliger Domingo Henares OP           | Apostolischer Koadjutorvikar von Ost-Tonking (Vietnam)                                     | 9. September 1800  | 25. Juni 1838     |
| 7                          | Patrick MacMahon (Patrick McMahon)    | Koadjutorbischof von Killaloe (Irland)                                                     | 27. August 1819    | 5. August 1828    |
| 8                          | Perpetuo Guasco OFM                   | Apostolischer Vikar von Ägypten (Ägypten) Apostolischer Delegat                            | 7. Juni 1839       | 26. August 1859   |
| 9                          | Edward Illsley                        | Weihbischof in Birmingham (Großbritannien)                                                 | 21. November 1879  | 15. Februar 1888  |
| 10                         | Francisco María Cervera y Cervera OFM | Apostolischer Vikar von Marokko (Marokko)                                                  | 8. April 1908      | 20. Juli 1923     |
| 11                         | David O’Leary OMI                     | Apostolischer Vikar von Transvaal (Südafrika)                                              | 13. Mai 1925       | 12. August 1958   |
| 12                         | Léon Théobald Delaere OFMCap          | Apostolischer Vikar von Ubanghi Belga (Demokratische Republik Kongo)                       | 13. November 1958  | 10. November 1959 |
| 13                         | Thomas William Muldoon                | Weihbischof in Sydney (Australien)                                                         | 1. März 1960       | 13. Januar 1986   |
| 14                         | Patrick James Dunn                    | Weihbischof in Auckland (Neuseeland)                                                       | 10. Juni 1994      | 19. Dezember 1994 |
| 15                         | Miguel Ángel Alba Díaz                | Weihbischof in Antequera (Mexiko)                                                          | 10. Juni 1995      | 16. Juni 2001     |
| 16                         | Héctor Cubillos Peña                  | Weihbischof in Bucaramanga (Kolumbien)                                                     | 15. Februar 2002   | 30. Juni 2004     |
| 17                         | Felix Lian Khen Thang                 | Weihbischof in Hakha (Myanmar)                                                             | 3. März 2006       | 22. Mai 2010      |
| 18                         | Joseph Son Sam-seok                   | Weihbischof in Pusan (Südkorea)                                                            | 4. Juni 2010       | 10. April 2019    |
| 19                         | Peter Michiaki Nakamura               | Weihbischof in Nagasaki (Japan)                                                            | 31. Mai 2019       | 28. Dezember 2021 |
| 20                         | John Kobina Louis                     | Weihbischof in Accra (Ghana)                                                               | 14. Februar 2023   |                   |